# Cerocala mindingiensis
Cerocala mindingiensis là một loài bướm đêm trong họ Erebidae.